# Laevicephalus peronatus
Laevicephalus peronatus är en insektsart som beskrevs av Ross och Hamilton 1972. Laevicephalus peronatus ingår i släktet Laevicephalus och familjen dvärgstritar. Inga underarter finns listade i Catalogue of Life.